# Dwór we Wrzącej Śląskiej
Dwór we Wrzącej Śląskiej – zabytkowy dwór wybudowany w XVIII w., w miejscowości Wrząca Śląska.
Dwór położony we wsi w Polsce, w województwie dolnośląskim, w powiecie górowskim, w gminie Wąsosz.

## Historia
Zabytek jest częścią zespołu dworskiego, w skład którego wchodzi jeszcze relikt parku krajobrazowego.